# Classifica mondiale della CONIFA
La classifica mondiale della CONIFA o ranking mondiale CONIFA è un sistema di classificazione per nazionali di calcio non riconosciute dalla FIFA, stilato dalla CONIFA dal 2014.
| Prime 25 posizioni della classifica CONIFA (aggiornata al 19 febbraio 2020) |                           |        |                  |
| Pos                                                                         | Squadra                   | Punti  | Regione          |
| 1                                                                           | Cipro del Nord            | 1.548  | Europa           |
| 2                                                                           | Transcarpazia             | 1.432  | Europa           |
| 3                                                                           | Kurdistan                 | 1.499  | Asia             |
| 4                                                                           | Jersey                    | 1.470  | Europa           |
| 5                                                                           | Artsakh                   | 1.453  | Europa           |
| 6                                                                           | Ossezia del Sud           | 1.438  | Europa           |
| 7                                                                           | Abcasia                   | 1.433  | Europa           |
| 8                                                                           | Panjab                    | 1.424  | Asia             |
| 9                                                                           | Padania                   | 1.400  | Europa           |
| 10                                                                          | Matabeleland              | 1.394  | Africa           |
| 11                                                                          | Cascadia                  | 1.388  | America del Nord |
| 12                                                                          | Yorkshire                 | 1.379  | Europa           |
| 13                                                                          | RP di Lugansk             | 1.375  | Europa           |
| 14                                                                          | Ciamuria                  | 1.363  | Europa           |
| 15                                                                          | Armenia occidentale       | 1.332  | Europa           |
| 16                                                                          | Tamil Eelam               | 1.326  | Africa           |
| 17                                                                          | RP di Doneck              | 1.311  | Europa           |
| 18                                                                          | Coreani uniti in Giappone | 1.301  | Asia             |
| 19                                                                          | Lapponia                  | 1.293  | Europa           |
| 20                                                                          | Cornovaglia               | 1.253  | Europa           |
| 21                                                                          | Terra dei Siculi          | 1.248  | Europa           |
| 22                                                                          | Cabilia                   | 1.231  | Africa           |
| 23                                                                          | Ellan Vannin              | 1.194  | Europa           |
| 24                                                                          | Uiguristan                | 1.192  | Asia             |
| 25                                                                          | Sardegna                  | 1.1178 | Europa           |